# 肯·达雷特
肯尼思·L·达雷特（英語：Kenneth L. Durrett，1948年12月8日—），美国NBA联盟前职业篮球运动员。他在1971年的NBA选秀中第1轮第4顺位被辛辛纳提皇家选中。